# Atachycines apicalis
Atachycines apicalis är en insektsart som först beskrevs av Brunner von Wattenwyl 1888.  Atachycines apicalis ingår i släktet Atachycines och familjen grottvårtbitare.

## Underarter
Arten delas in i följande underarter:
- A. a. panauruensis
- A. a. nabbieae
- A. a. gusouma
- A. a. apicalis
- A. a. yakushimensis

## Bildgalleri

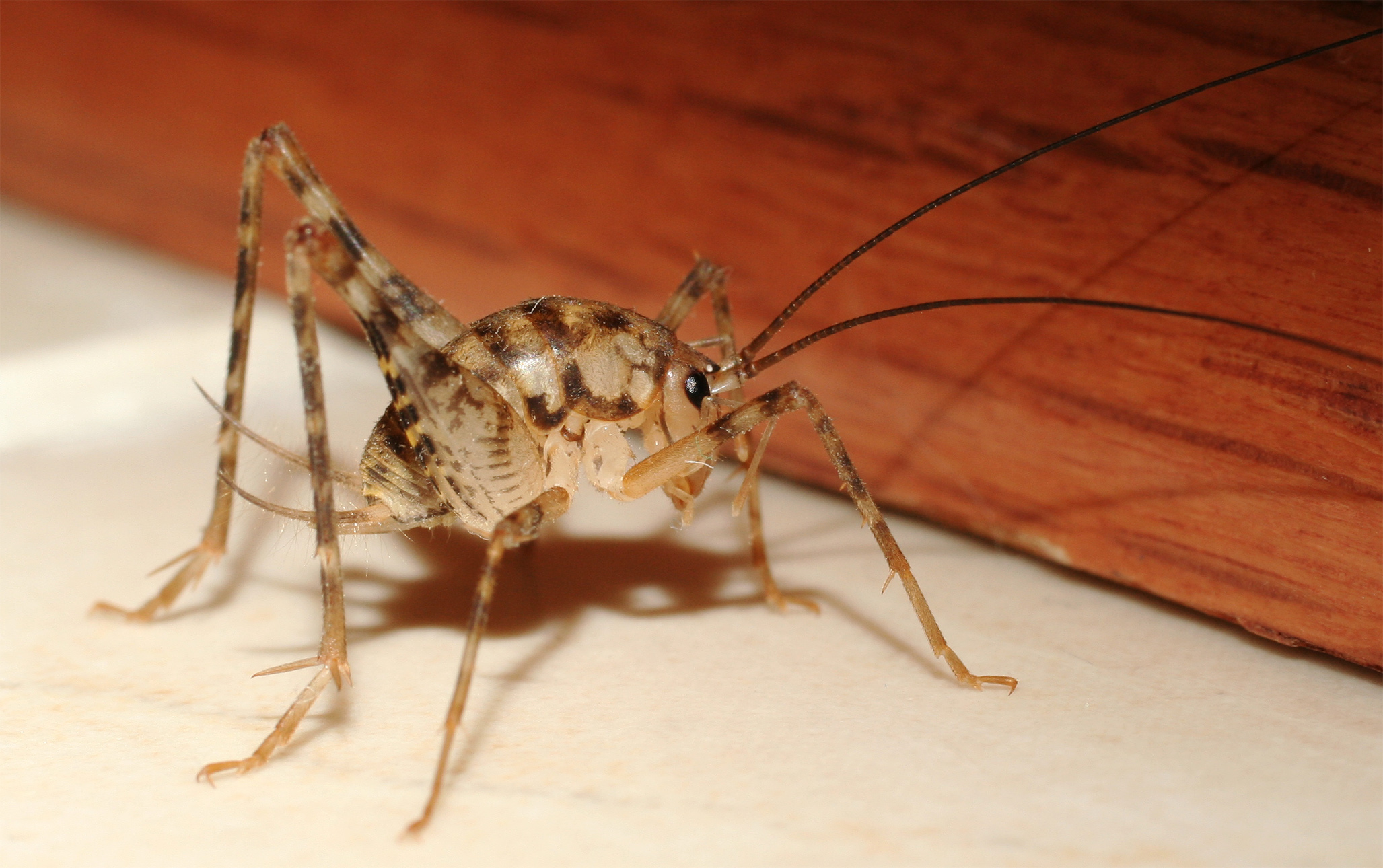